# 纽约地铁挑战赛
紐約地铁挑战赛（英語：Subway Challenge）是在纽约地铁中举行的挑战赛，选手们必须在尽可能短的时间内坐遍整个纽约地铁系统。  这一挑战赛也被称为速通挑战赛（speedrun）或是终极旅程。尽管这项挑战要求参赛者要经停所有472个车站，但并没有人完成这一记录。一名参赛者在2017年1月第二大道線开通前，完成了469个车站的记录。所有其他参赛者均在2015年9月紐約地鐵7號線延伸段以及2017年1月第二大道線开通前完成挑战，故他们的记录均只有468个车站。
该挑战有三大不同类别：
1. 要求选手必须经过所有线路，但是不需要从头至尾坐完所有线路。（A类）
2. 要求选手途径整个地铁系统，每个车站都要经停。（B类）
3. 要求选手只需途径所有车站，允许跳站。（C类）

这三大类别由彼得 · 萨姆森于1966年创办的纽约地铁乘客业余爱好者委员会（Amateur New York Subway Riding Committee，简称ANYSRC）定义。吉尼斯世界纪录认可的规则与B类规则大体一致。唯一的不同之处在于，ANYSRC要求整个乘坐过程必须使用一张单程票完成，而吉尼斯规则则允许“换乘线路时可以使用按时刻表运行的公共交通或者步行。不可使用私人机动车、出租车或者其他形式的私人交通方式（如自行车、滑板等）。”快速交通挑战赛的网站上有完整的吉尼斯规则，此规则类似于伦敦地铁挑战赛的规则。

## 吉尼斯世界纪录
| 日期              | 记录持有人                                   | 站数 | 时间           | 参考              |
| ----------------- | -------------------------------------------- | ---- | -------------- | ----------------- |
| 1966年6月1日      | 迈克尔·费尔德曼和詹姆斯·布朗                 | 491  | 23小时16分钟   | [ 2 ]             |
| 1988年12月12/13日 | 里奇·坦普尔、菲尔·范纳和汤姆·墨菲            | 466  | 29小时47分12秒 | [ 3 ]             |
| 1989年10月25/26日 | 凯文·福斯特                                  | 469  | 26小时21分8秒  | [ 4 ] [ 5 ] [ 6 ] |
| 2006年12月28/29日 | 六人组，包括小比尔·阿马罗萨和斯蒂芬·卡平斯基 | 468  | 24小时54分3秒  | [ 7 ]             |
| 2010年1月22/23日  | 马特 · 费里西和克里斯·索拉兹                 | 468  | 22小时52分36秒 | [ 8 ] [ 9 ]       |
| 2013年11月18/19日 | 五人组，包括格伦·布莱恩特                    | 468  | 22小时26分02秒 | [ 10 ] [ 11 ]     |
| 2015年1月16日     | 马修·安                                      | 468  | 21小时49分35秒 | [ 12 ] [ 13 ]     |
| 2016年7月22日     | 马修·安                                      | 469  | 21小时28分14秒 | [ 14 ] [ 15 ]     |